# 786
سنة 786 م (بالأرقام الرومانية: DCCLXXXVI) كانت سنة بسيطة تبدأ يوم الأحد (الرابط يظهر نموذج الجدول الزمني الكامل للسنة) من التقويم اليولياني. بدأت تسمية السنة ب786 منذ العصور الوسطى المبكرة، عندما أصبح تقويم أنو دوميني هو الأسلوب السائد في أوروبا لتسمية السنوات.

## أحداث
- موقعة فخ أو معركة فخ
- تولي هارون الرشيد الخلافة العباسية

## مواليد
- أبو العباس عبد الله المأمون
- أبو عبد الله محمد الأمين
- أبو الوليد المهري
- الحجاج بن يوسف بن مطر
- الفضل بن مروان
- سهل بن بشر

## وفيات
- الخليل بن أحمد الفراهيدي
- والبة بن الحباب
- ديسيديريوس ملك اللومبارد
- أبو تفليسي
- أبو محمد موسى الهادي